# 川内侑子
川内 侑子（かわうち ゆうこ、1985年5月24日 - ）は、日本の女子長距離走・マラソン選手。旧姓・水口（みずぐち）。岐阜県高山市出身。三重大学教育学部スポーツ健康科学コース卒業。1児（長男）の母。

## 来歴

### 高校・大学時代
岐阜県立斐太高等学校時代には1500mと3000mでインターハイに出場。三重大入学後に実力が開花し、大学3年次には日本学生女子ハーフマラソン選手権で優勝。
大学4年次の日本インカレでは10000mで4位入賞。2008年には、ニューカレドニア国際マラソンに参加し、後に夫となる川内優輝と出会った。

### 実業団からフリーへ
大学卒業後は実業団のデンソーに10年間所属。
2010年に日本代表として、世界クロスカントリー選手権に出場したほか、
2013年 - 2015年のクイーンズ駅伝では主要区間を担い、チームの3連覇に貢献した。
また、2013年の熊日30kmロードレースに優勝したが、この時の男子の優勝者は川内優輝であった。
2019年3月の名古屋国際ウィメンズマラソンを最後に、デンソー所属からフリーのランナーに転身した。
フリーランナー転向後、最初のフルマラソンとなったバンクーバーマラソンでは、川内優輝とともに優勝した。
結婚後、初の夫婦揃っての参加となった河北新報錦秋湖マラソンの30kmの部で、1時間56分58秒の大会新記録で優勝。ゲスト出場だった夫の優輝も1位だった。
2020年4月1日付で夫が所属するあいおいニッセイ同和損保と所属契約。

## 主な実績
- 2008年 - 日本学生女子ハーフマラソン優勝
- 2008年 - ニューカレドニア国際マラソン
- 2010年 - 世界クロスカントリー選手権シニア8km日本代表。
- 2013年 - 全日本実業団選手権10000m7位
- 2013年 - 熊日30 kmロードレース優勝
- 2013年 - 2015年 - 全日本実業団対抗女子駅伝3連覇
- 2015年 - 函館ハーフマラソン3位
- 2015年 - 北海道マラソン3位
- 2016年 - 北海道マラソン2位
- 2016年 - 函館ハーフマラソン3位
- 2017年 - 函館ハーフマラソン優勝
- 2017年 - 北海道マラソン4位
- 2019年 - バンクーバーマラソン優勝
- 2019年 - 河北新報錦秋湖マラソン30km優勝